# Списак председника Пољске
Списак даје преглед председника различитих пољских држава од оснивања Републике Пољске 1918. године. Побројани су и председници Пољске у егзилу од 1944. године.

## Председници Републике Пољске тзв. Друге Републике, (1918—1939)
| Слика                         | Име                           | Почетак мандата     | Крај мандата        |
| ----------------------------- | ----------------------------- | ------------------- | ------------------- |
| Јозеф Пилсудски               | Јозеф Пилсудски               | 14. новембар 1918.  | 11. децембар 1922.  |
| Габријел Нарутович            | Габријел Нарутович            | 11. децембар 1922.  | 16. децембар 1922.  |
| Станислав Војћеховски         | Станислав Војћеховски         | 22. децембар 1922.  | 14. мај 1926.       |
| Игнаци Мошћицки               | Игнаци Мошћицки               | 4. јун 1926.        | 30. септембар 1939. |
| Болеслав Вијенава-Двугосовски | Болеслав Вијенава-Двугосовски | 25. септембар 1939. | 26. септембар 1939. |

## Председници Пољске у егзилу од 1944. до 1991. године
| Слика                   | Име                     | Почетак мандата     | Крај мандата       |
| ----------------------- | ----------------------- | ------------------- | ------------------ |
| Владислав Рачкјевич     | Владислав Рачкјевич     | 30. септембар 1939. | 9. јуни 1947.      |
| Аугуст Залески          | Аугуст Залески          | 9. јуни 1947.       | 7. април 1972.     |
|                         | Трочлани савет          | 1954.               | 7. април 1972.     |
| Станислав Островски     | Станислав Островски     | 9. април 1972.      | 24. март 1979.     |
| Едвард Бернард Рачињски | Едвард Бернард Рачињски | 8. април 1979.      | 8. април 1986.     |
| Казимир Сабат           | Казимир Сабат           | 8. април 1986.      | 19. јул 1989.      |
| Ришард Качоровски       | Ришард Качоровски       | 19. јул 1989.       | 22. децембар 1991. |

## Председници или Председавајући државног савета Народне Републике Пољске
| Слика               | Име                 | Почетак мандата    | Крај мандата       |
| ------------------- | ------------------- | ------------------ | ------------------ |
| Болеслав Бијерут    | Болеслав Бјерут     | 20. новембар 1944. | 20. новембар 1952. |
| Александер Завадски | Александер Завадски | 20. новембар 1952. | 7. август 1964.    |
| Едвард Охаб         | Едвард Охаб         | 12. август 1964.   | 10. април 1968.    |
| Маријан Спихалски   | Маријан Спихалски   | 10. април 1968.    | 23. децембар 1970. |
| Јозеф Циранкјевич   | Јозеф Циранкјевич   | 23. децембар 1970. | 28. март 1972.     |
| Хенрик Јаблоњски    | Хенрик Јаблоњски    | 28. март 1972.     | 6. новембар 1985.  |
| Војћех Јарузелски   | Војћех Јарузелски   | 6. новембар 1985.  | 19. јул 1989.      |

## Председници Републике Пољске (тзв. Треће Републике, од 1989)
| Слика                 | Име                          | Почетак мандата    | Крај мандата       |
| --------------------- | ---------------------------- | ------------------ | ------------------ |
| Војћех Јарузелски     | Војћех Јарузелски            | 31. децембар 1989. | 21. децембар 1990. |
| Лех Валенса           | Лех Валенса                  | 22. децембар 1990. | 22. децембар 1995. |
| Александар Квасњевски | Александар Квасњевски        | 23. децембар 1995. | 23. децембар 2005. |
| Лех Качински          | Лех Качињски                 | 23. децембар 2005. | 10. април 2010.    |
| Броњислав Коморовски  | Броњислав Коморовски (в. д.) | 10. април 2010.    | 8. јул 2010.       |
| Богдан Борусевич      | Богдан Борусевич (в. д.)     | 8. јул 2010.       | 8. јул 2010.       |
|                       | Гжегош Схетина (в. д.)       | 8. јул 2010.       | 6. август 2010.    |
| Броњислав Коморовски  | Броњислав Коморовски         | 6. август 2010.    | 6. август 2015.    |
| Анджеј Дуда           | Анджеј Дуда                  | 6. август 2015.    | 6. август 2025.    |
| Анджеј Дуда           | Карол Навроцки               | 6. август 2025.    |                    |